# Lotus Omega
Lotus Omega Typ 104 – usportowiona wersja samochodu klasy średniej-wyższej produkowanego przez koncern General Motors jako Opel Omega pod marką Lotus od 1990 do 1992 roku. Łącznie wyprodukowano 950 egzemplarzy pojazdu. Był on oficjalnie najszybszym sedanem na świecie w latach 1990 – 1996, kiedy tytuł ten przejął Brabus E V12 budowany na bazie modelu Mercedes-Benz W210.

## Historia

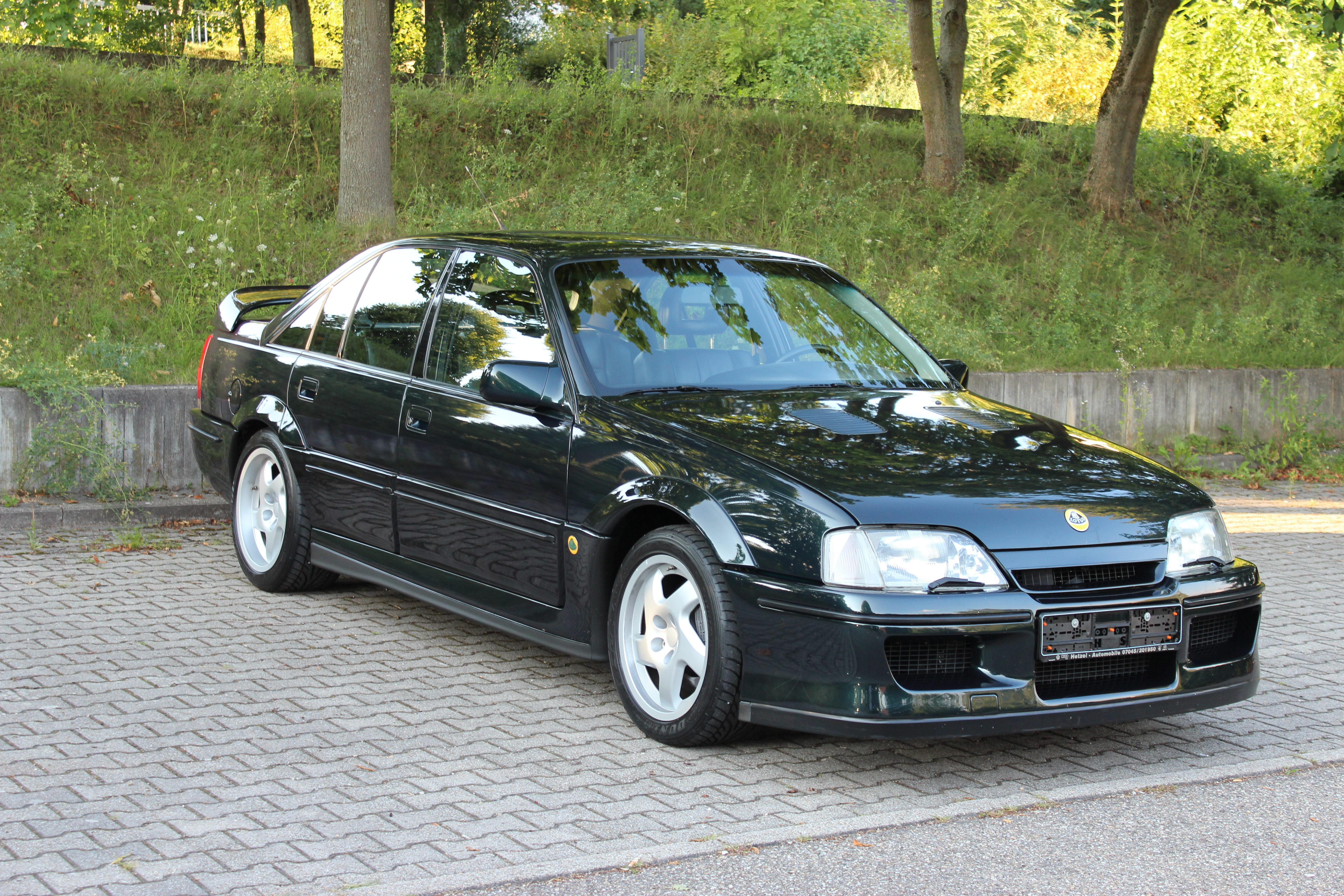
Lotus Omega nr 460

W 1986 roku amerykański koncern General Motors przejął brytyjską markę Lotus w celu podniesienia prestiżu niemieckiej marki Opel w sportach samochodowych oraz wyprodukowania godnego rywala BMW M5 E34 (Opel Omega i Lotus Omega to dwa rożne samochody). Lotus Omega jest to zmodyfikowany Opel Omega A. Nad prototypem intensywne prace miały miejsce w 1989 roku. Ówcześnie zakładano wyposażyć pojazd w silnik 6 cylindrowy o pojemności 3638 cm³ i mocy 360 KM przy 5800 obr./min i moment obrotowy ponad 500 Nm przy 3800 obr./min i jedną większą turbosprężarkę. Prędkość maksymalna prototypu wynosiła około 286 km/h. Prototypowy Lotus także posiadał bardziej sportowe siedzenia Recaro typ C (Classic), obszyte skórą i elektrycznie regulowane. Tablica rejestracyjna powędrowała na błotnik, a nie jak w oryginalnym modelu między tylne światła. Ponadto przód auta posiadał mniejsze wloty powietrza w zderzaku, a także lampy przeciwmgielne zamontowane w zderzaku. Posiadał także tylko jeden wylot na masce w celu odprowadzenia ciepła z silnika, a nie jak w modelu produkcyjnym dwa. Oficjalną premierę pojazd miał podczas targów motoryzacyjnych w Genewie w 1989 roku.
Produkcja pojazdu rozpoczęła się w 1990 roku. Początkowo zakładano powstanie 1100 sztuk pojazdu jednak z powodu recesji na początku lat 90 i wysokiej cenie - dwukrotnie droższa niż bazowa Omega, wyprodukowano zaledwie 950 egzemplarzy (część była pojazdami testowymi, część była przeznaczona na rynek angielski z kierownicą po prawej stronie). Z powodu swojej niezwykłości i dla podkreślenia prestiżu marki Lotusa każdy samochód posiadał swój unikatowy numer w postaci 0XXX wytłoczony na skórzanej klapie schowka. Oferowane nagłośnienie wyprodukowała firma Blaupunkt model Memphis SQR-88 (4x20W) z kolorem podświetlenia pasującym do oświetlenie kabiny Omegi. Wyprodukowano 630 sztuk niemieckiej wersji Opel Lotus Omega oraz 320 sztuk angielskiego Vauxhall Lotus Carlton sprzedawanego z kierownicą po prawej stronie i wyskalowanym prędkościomierzu do 180 mil na godzinę, razem powstało łącznie 950 sztuk. Samochód oryginalnie produkowany był tylko w jednym kolorze "Imperial Green" – bardzo ciemnym zielonym, który przy prawie dowolnym kącie patrzenia wydawał się być czarny.

## Nadwozie / Podwozie

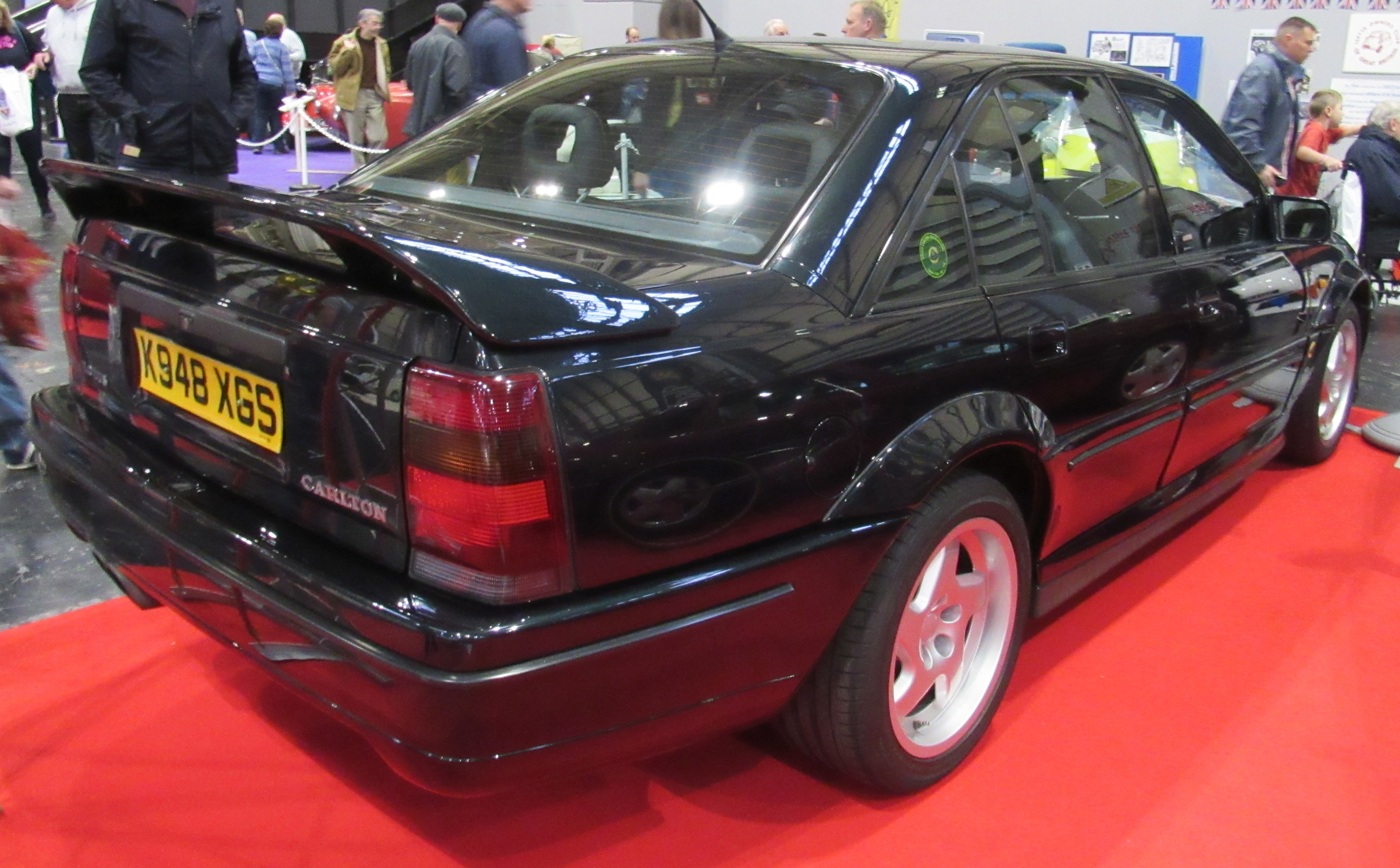
Tył Lotusa

Różnice zewnętrzne w stosunku do modelu "fabrycznego", były następujące: obniżone i utwardzone nadwozie oraz samopoziomujące się zawieszenie osi tylnej, spoilero-zderzak przedni (dużo niższy niż standardowo, o sportowym wyglądzie z dużym wlotem powietrza) i tylny (na klapie, zupełnie inny niż w wersji "cywilnej" – dużo szerszy i zachodzący na błotniki), nowe progi wzdłuż nadwozia oraz wylot powietrza na masce (silnik bardzo się grzał w związku z tym dodano wyloty ciepłego powietrza owiewającego wnętrze komory silnika), zupełnie inne felgi aluminiowe – dostępne tylko w tym modelu, oryginalne opony przednie 235/45 ZR17, tylne 265/40 ZR17 występowały tylko w tym rozmiarze, światła przednie takie jak w modelu 3000 i Evo 500 – dzielone dwureflektorowe, oryginalne opony robione specjalnie przez Goodyear Eagle F1 mające na zewnętrznej stronie wytłoczone znaczki greckiej litery OMEGA lub opcjonalne Dunlopy. Cechą opon Goodyear Ω jest to, że były specjalnie zaprojektowane do tego modelu i pozwoliły skrócić przyśpieszenie od 0-100 km/h o 0,4-0,5 sekundy. Dzięki temu pojazd faktycznie mógł osiągać prędkość 100 km/h poniżej 5 sekund w testach przeprowadzonych przez Autocar w roku 1990. Oprócz tego samochód miał zupełnie inne nadkola niż standardowa Omega – większe i poszerzone, wystające znacznie poza obrys samochodu, tak by zmieścić dużo szersze niż normalnie opony. Dodało mu to sportowy wygląd upodabniający go do modeli DTM i właśnie to znacznie zmieniło jego wizerunek. W układzie hamulcowym zastosowano sportowe tarcze stosowane w wyścigach kategorii C. Wentylowane firmy AP Racing na obydwu osiach, z przodu 330-milimetrowe tarcze z 4 tłoczkowymi zaciskami, z tyłu 300-milimetrowe z dwoma zaciskami. Taki układ zaczerpnięto z samochodów wyścigowych grupy C, i na początku lat 90 były to największe seryjne tarcze z przodu montowane w sedanie. W 1992 roku ten rozmiar pobił BMW ze swoim modelem 850 CSi - także na 17 calowych felgach z tym, że rozmiar wynosił 345 mm i 328 mm. Lotus Omega posiadał jedną z najkrótszych dróg hamowania i te wyniki były zdecydowanie lepsze niż konkurencyjne BMW M5 i Mercedes 500E.

## Silnik / Przeniesienie napędu

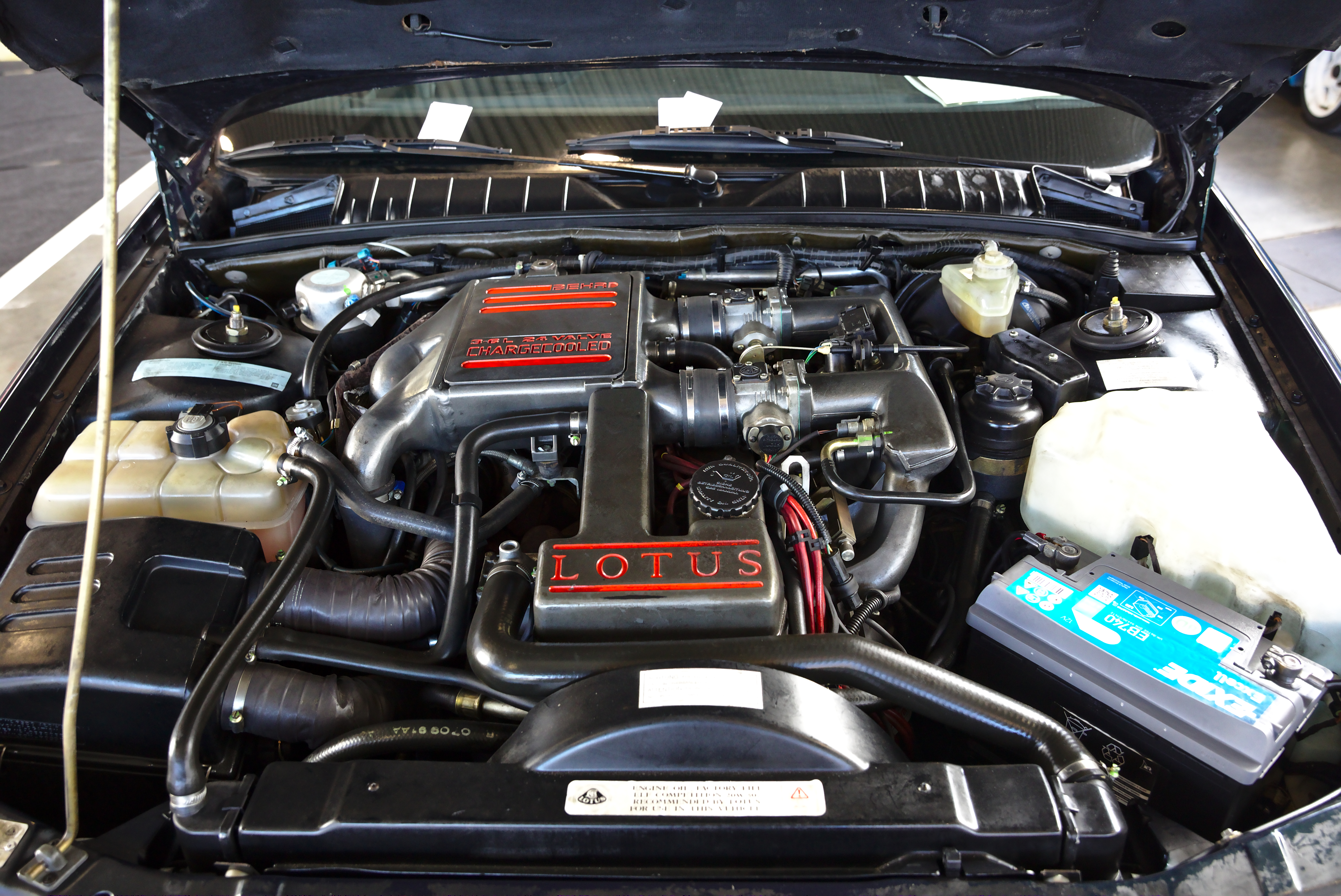
Silnik Lotusa Carlton

Początkowo planowano zastosować seryjny silnik o pojemności 3 litrów z Opla Omegi 3000 jednak silnik ten był zbyt słaby konstrukcyjnie na większe przyrosty mocy i specjaliści z firmy Lotus wzmocnili jego konstrukcję, powiększono także pojemność skokową do 3,6 litra. Zamontowano tłoki firmy Mahle. Były także plany wprowadzenia doładowania poprzez połączenie kompresora i turbosprężarki, przy których kompresor odpowiedzialny byłby za niższe prędkości obrotowe, a turbosprężarka pomogłaby rozwinąć ostateczną moc przy wyższych obrotach. Zrezygnowano jednak z kompresora, gdyż nie było jeszcze sprawdzonych rozwiązań w zastosowaniu tej technologii. Testy z jedną, większą turbosprężarką ukazały minusy rozwiązania tego typu. Pojedyncza turbosprężarka wprawdzie rozwijała maksymalną moc, jednak moc była nie liniowa i gwałtowny przyrost mocy powodował problemy z przyśpieszaniem, jak i nagłymi przeskokami mocy np. na 3 biegu i przy małych prędkościach. Konstruktorzy Lotus mieli do czynienia z turbodziurą. Modyfikacje Lotusa objęły przeróbki standardowego 6-cylindrowego, 3-litrowego silnika Opla, który został powiększony do 3638 cm³ pojemności. Wyposażono go także w dwie turbosprężarki Garrett AiResearch T25 każda o ciśnieniu sprężania 0,7 bar (turbosprężarki załączały się od 1500 rpm) dzięki czemu osiągał on moc 377 KM (382 PS) i moment obrotowy sięgający 568 Nm. Do dzisiaj jest to jeden z największych momentów obrotowych w historii biorąc pod uwagę moc jednostki (poniżej 400 KM). Całości dopełniał chłodzony wodą intercooler firmy Behr, w terminologii Lotusa zwany (ChargeCooler). Zastosowany akumulator firmy VARTA posiadał pojemność 53Ah. Jedyną opcją do wyboru jeśli chodzi o skrzynię była mocna ZF, i każdy pojazd wyposażony był właśnie w sześciostopniową, ręczną przekładnię stosowaną w modelu Chevrolet Corvette C4 ZR-1, za pośrednictwem której moc przekazywana była na tylne koła. Była to jedyna skrzynia mogąca poradzić sobie z ogromnym momentem Lotusa Omegi, ponieważ pojazd był tak mocny jak ZR-1 (375 KM), jednak moment obrotowy silnika był znacznie większy niż u sportowego Chevroleta z silnikiem LT-5. Ponadto dzięki 6-biegowej skrzyni z tzw. (nadbiegiem) pozwalało to Lotusowi na oszczędniejszą i cichszą jazdę na 6 biegu, choć prędkość maksymalna osiągana była już na 5 biegu. Jazda na 6 biegu powodowała zmniejszenie zużycia paliwa w sytuacji, kiedy samochód poruszał się z dużą, lecz jednostajną prędkością obrotową (140-160 km/h). Przy spokojnej i normalnej eksploatacji zużywał mniej paliwa niż odpowiedniki BMW M5 E34 i Mercedes-Benz 500E. Wyposażony był w szperę 45% (taką samą jak w modelu 3000). Dzięki tym przeróbkom według danych fabrycznych osiągał przyśpieszenie 0-100 km/h w 5,3 s oraz 0-160 km/h 11 s, a czas rozpędzania od 0-200 km/h wynosił mniej niż 20 sekund.

## Specyfikacja modelu Lotus Omega 3.6i
| Wersja                                     | Opel Lotus Omega / Vauxhall Lotus Carlton - Typ 104 |
| Okres produkcji (od-do)                    | 1990-1992 |
| Liczba egzemplarzy                         | 950 sztuk 630 LHD (EUR) 320 RHD (UK) |
| Kolor nadwozia                             | Imperial Green |
| Silnik                                     | GM - 6-cylindrowy rzędowy, Twin-Turbo, 4 zawory na cylinder (24 zawory) DOHC, elektroniczny wtrysk paliwa Rochester Delco GMP 4 3-drożny katalizator, łańcuch, intercooler BEHR |
| Umiejscowienie silnika                     | Wzdłużnie do osi pojazdu, umiejscowiony klasycznie |
| Napęd                                      | napęd na oś tylną. |
| Pojemność skokowa Turbodoładowanie         | 3638 cm³ |
| Pojemność skokowa Turbodoładowanie         | Twin-Turbo Garrett T25 |
| Stopień sprężania                          | 8,2:1 (podwójne doładowanie) |
| Moc maksymalna                             | 377 KM @ 5200 rpm |
| Moc na jeden litr                          | 104,0 KM / 1 litr pojemności skokowej cm³ |
| Maksymalny moment obrotowy                 | 568 Nm @ 4200 rpm 500 Nm @ 2500-5000 rpm 470 Nm @ 2000 rpm |
| Prędkość maksymalna                        | 283 km/h (dane producenta) *272-286 km/h (dane podczas testów motoryzacyjnych) *AUTOCAR, AUTO MOTOR und SPORT, EVO |
| Przyśpieszenie 0–100 km/h (s)              | 5,3 s (dane producenta) *4,8-5,1 s (dane podczas testów motoryzacyjnych) *AUTOCAR, AUTO MOTOR und SPORT, EVO |
| Przyśpieszenie 0–160 km/h (s)              | 11,0 s (dane producenta) *11,0-11,5 s (dane podczas testów motoryzacyjnych) *AUTOCAR, AUTO MOTOR und SPORT, EVO |
| Przyśpieszenie 0–200 km/h (s)              | 17,3 s (dane producenta) *16,9-17,0 s (dane podczas testów motoryzacyjnych) *AUTOCAR, AUTO MOTOR und SPORT, EVO |
| Elastyczność na poszczególnych biegach (s) | 60-100 km/h (IV. biegu) 5,0 s (dane producenta) 80-120 km/h (V. bieg) 7,8 s (dane producenta) |
| Poziom hałasu wewnątrz (dB)                | Na postoju - 54 dB Przy prędkości 50 km/h - 65 dB Przy prędkości 100 km/h - 74 dB Przy prędkości 130 km/h - 76 dB Przy prędkości 160 km/h - 78 dB Przy prędkości 180 km/h - 79 dB Przy prędkości 200 km/h - 80 dB |
| Zużycia paliwa na 100 km (l)               | Średnie - przy prędkości: 90 km/h - 8,1 l / przy prędkości: 120 km/h - 10,3 l (dane producenta) (98 RON) |
| Zużycia paliwa na 100 km (l)               | Cykl miejski - 16,1 l / max. 19,3 l (dane producenta) (98 RON) |
| Układ hamulcowy                            | Stalowe tarcze i zaciski, firmy AP Racing CP5200 4-tłoczkowe zaciski z przodu 2-tłoczkowe zaciski z tyłu Średnica tarcz - Przód: Ø 330 mm / Tył: Ø 300 mm |
| Droga hamowania (100–0 km/h)               | 35,4 m (dane producenta) |
| Nadwozie / Karoseria                       | Stalowa karoseria. Specjalny body-kit ze zmienionymi zderzakami, dużym wlotem powietrza w przednim zderzaku, dwoma wlotami na masce, znacznie szerszymi nadkolami, dużym skrzydle z tyłu zapewniającym ogromny nacisk, i gumowymi listewkami wokół auta, zabezpieczającymi przed drobnymi uszkodzeniami parkingowymi. 4-drzwiowy sedan |
| Masa własna gotowego auta                  | 1663 kg |
| Skrzynia biegów                            | (ZF Friedrichshafen) model S6-40 ML9 (6-biegowa manualna) |
| Przełożenia skrzyni biegów                 | 1 - 2,68:1, 2 - 1,80:1, 3 - 1,29:1, 4 - 1:1, 5 - 0,75:1, 6 - 0,50:1 wsteczny - 2,5:1 |
| Felgi / Opony                              | Ronal Turbine Design 5 spoke Goodyear Eagle F1 – Omega Ω Przód: 235/45 ZR17 / Tył: 265/40 ZR17 |
| Rozstaw osi                                | 2730 mm |
| Długość/Szerokość/Wysokość                 | 4686 / 1812 / 1435 mm |
| Zbiornik paliwa (l)                        | 75 l 7 l rezerwa |

## Wyposażenie

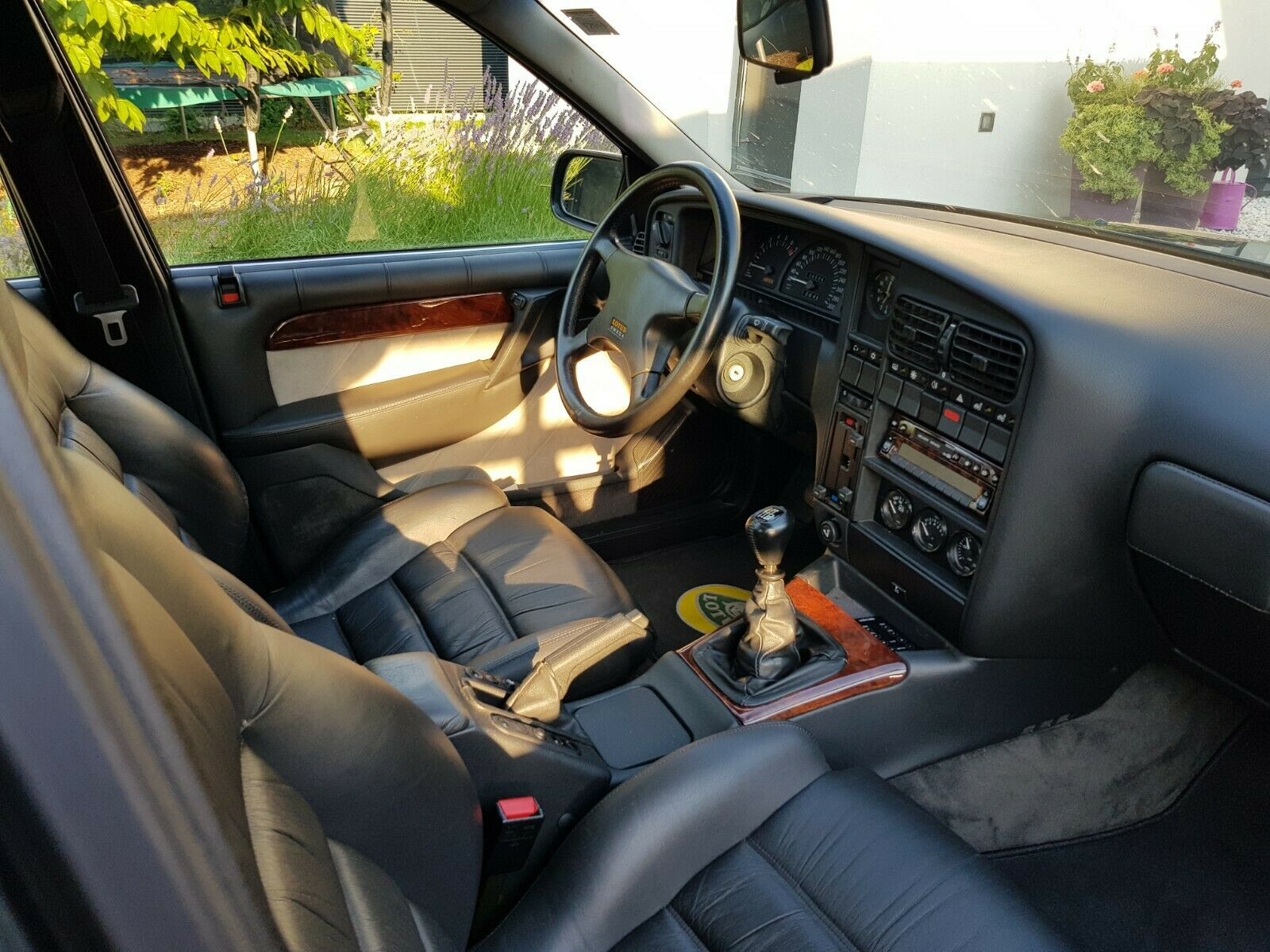
Wnętrze Lotusa Omegi

Standardowo samochód wyposażony był m.in. w klimatyzację, elektryczne sterowanie szyb, elektryczne sterowanie lusterek oraz skórzaną tapicerkę. Lotus wyposażył je także w specjalny system, było to obok Audi V8L jedno z pierwszych aut początku lat 90's wyposażonych w ''aktywną redukcję szumów'' marki Bose (ANC)

## Eksploatacja
Eksploatacja Lotusa Omegi była dość kosztowna, spalanie paliwa wahało się między 14 litrami do 30 litrów przy forsownej jeździe. Jednak średnie zużycie utrzymywało się poziomie ok. 18 l na 100 km. Całe nadwozie zbudowane przez Lotusa także było unikalne, podobnie jak wyczynowy układ hamulcowy firmy AP Racing  i wysilony silnik, który osiąga ponad 100 KM z jednego litra pojemności. Zawieszenie utwardzono i zastosowano samopoziomujące zawieszenie (eksperci i znawcy tego modelu twierdzą, że wymiana oleju co 60 000 km może wydłużyć eksploatację tego elementu, a nie co 100 000 km jak jest zalecane w książce serwisowej Lotusa Omegi) co w ciężkich warunkach eksploatacyjnych może powodować szybsze zużywanie się elementów zawieszenia. Części zamienne są bardzo trudno dostępne na rynku wtórnym, niektóre elementy trzeba produkować na zamówienie, np. przedni unikatowy zderzak z dwoma dużymi wlotami powietrza, tarcze hamulcowe firmy AP Racing. Takie części można znaleźć tylko na stronach lub fanklubach tego modelu. Często stosuje się zamienniki ze względu na brak oryginałów. Dealer Opla obecnie nie zajmuje się serwisowaniem, ani diagnostyką tego modelu, często zdarza się, że pracownicy serwisu nie słyszeli nawet o takiej odmianie Opla Omegi. Co do reszty części można uznać, że eksploatacja Lotusa Omegi była dwukrotnie droższa od zwykłego pojazdu tej kategorii. Cena Lotusa Omegi była dwukrotnie większa niż cena normalnego Opla/Vauxalla – Omegi/Carltona.

## Opel Lotus Omega dziś
Obecnie Opel Lotus Omega jest jednym z najbardziej egzotycznych superszybkich sedanów. Posiada bardzo dobre osiągi, prestiż Lotusa, dobrą funkcjonalność, 5-miejscową kabinę, fenomenalną trakcję i układ hamulcowy godny super samochodów. Ceny Lotusa są stosunkowo wysokie. Przy zakupie najlepiej sprawdzić łańcuch rozrządu, który jest najczęstszą przyczyną awarii w Lotusach z pierwszych lat produkcji. Poza tym warto także wymienić napinacze, prowadnice i wszystkie uszczelki pokrywy rozrządu. W roku 1991 zażegnano ten problem, więc najlepiej szukać aut po 1991 roku, część z właścicieli wymienia je już na zmodernizowane elementy oszczędzając czas i stres nowym właścicielom. Szczególnie najbardziej poszukiwane są egzemplarze z ostatniego roku produkcji i o numerach seryjnych zaczynających się od 9xx, nie wysłużone, w dobrym stanie technicznym, dobrze serwisowane i z bardzo małym przebiegiem, często takie auta można znaleźć w Szwajcarii, bądź w Szwecji, gdzie są uznawane za kultowe.

## Opel Lotus Omega w Polsce
Pierwsze auta trafiły do polskich salonów Opla tylko na specjalne zamówienia. Prawdopodobnie pierwszy egzemplarz był zarejestrowany i jeździł w Warszawie w 1993 roku. Obecnie w Polsce jeździ kilka sztuk pojazdu tej marki, z prywatnego importu – głównie z Niemiec, w Trójmieście i w Poznaniu.

## Konkurencja
Rozsławione i udane auta takie jak BMW E34 i Mercedes-Benz W124 posiadały w swojej ofercie modeli paletę bardzo mocnych odmian silnikowych. BMW M5 i Mercedes 500E zyskały w 1990 roku bardzo poważnego konkurenta. Opel był zaliczany do aut solidnych o dobrych rozwiązaniach konstrukcyjnych i bez technologicznego poklasku, lecz o projektowaniu nowoczesnych form nadwozia i o dobrym współczynniku oporu powietrza tak jak np. zaprezentowana w 1989 roku Calibra. Auta cenione były przede wszystkim za niską awaryjność, dobrą funkcjonalność. Wszystko to zmieniło się wraz z wprowadzeniem modelu Omegi zaprojektowanego przez sportowego wytwórcę aut Lotus. W 1990 roku Audi, BMW i Mercedes-Benz podczas prezentacji modelu 500E zawarły ugodę, iż żadne z ich aut nie będzie przekraczało granicy 250 km/h. Opel korzystając z okazji budowy Omegi przez Lotusa nie posiadał żadnego ogranicznika prędkości, ani kontroli trakcji. Wzmocniona Omega skutecznie odparła atak znanych marek pod takim względem, że jej osiągi zaczęto porównywać do super sportowego 12-cylindrowego Ferrari Testarossy, od którego zresztą była szybsza jeśli brać pod uwagę elastyczność.
| Porównanie          | Porównanie          | Porównanie          | Porównanie         | Porównanie      | Porównanie      | Porównanie      | Porównanie         |
| Moc/Osiągi          | Moc/Osiągi          | Moc/Osiągi          | Alpina B10 Biturbo | Lotus Omega     | Mercedes 500E   | BMW M5 E34      | Ferrari Testarossa |
| Moc kW / KM         | Moc kW / KM         | Moc kW / KM         | 265 kW / 360 KM    | 277 kW / 377 KM | 240 kW / 326 KM | 232 kW / 315 KM | 291 kW / 390 KM    |
| Moment (NM)         | Moment (NM)         | Moment (NM)         | (520 Nm) @ 4000    | (568 Nm) @ 4200 | (480 Nm) @ 3900 | (360 Nm) @ 4750 | (480 Nm) @ 4500    |
| 0-60 km/h           | 0-60 km/h           | 0-60 km/h           | 2,8 s              | 3,0 s           | 3,5 s           | 3,4 s           | 3,0 s              |
| 0-80 km/h           | 0-80 km/h           | 0-80 km/h           | 4,3 s              | 4,3 s           | 5,0 s           | 4,9 s           | 4,3 s              |
| 0-100 km/h          | 0-100 km/h          | 0-100 km/h          | 5,6 s              | 5,3 s           | 6,0 s           | 6,3 s           | 5,3 s              |
| 0-120 km/h          | 0-120 km/h          | 0-120 km/h          | 7,8 s              | 7,0 s           | 8,0 s           | 8,5 s           | 7,6 s              |
| 0-140 km/h          | 0-140 km/h          | 0-140 km/h          | 9,8 s              | 9,0 s           | 10,7 s          | 11,0 s          | 9,4 s              |
| 0-160 km/h          | 0-160 km/h          | 0-160 km/h          | 12,3 s             | 11,0 s          | 13,5 s          | 14,4 s          | 11,4 s             |
| 0-180 km/h          | 0-180 km/h          | 0-180 km/h          | 15,7 s             | 13,7 s          | 17,9 s          | 18,6 s          | 14,2 s             |
| 0-200 km/h          | 0-200 km/h          | 0-200 km/h          | 19,7 s             | 17,0 s          | 21,9 s          | 22,9 s          | 19,5 s             |
| Prędkość maksymalna | Prędkość maksymalna | Prędkość maksymalna | 291 km/h           | 283 km/h        | 250 km/h        | 250 km/h        | 295 km/h           |
| Dane fabryczne      | Dane fabryczne      | Dane fabryczne      |                    |                 |                 |                 |                    |
| ------------------- | ------------------- | ------------------- | ------------------ | --------------- | --------------- | --------------- | ------------------ |

* Wytłuszczone parametry na czerwono pokazują najlepsze właściwości.